# Franz Xaver Maier (NS-Opfer)
Franz Xaver Maier (* 5. August 1910 in Leiblfing; † 18. August 1942 in Frankfurt am Main) war ein deutscher Pallottinerbruder und Opfer des Nationalsozialismus.

## Leben
Franz Xaver Maier wuchs als ältestes von zehn Kindern eines Landwirtes in Reithof (Leiblfing), im Kreis Straubing auf. Als gelernter Schmied und Schlosser kam er nach Rüsselsheim und Mainz und begann am 24. September 1934 ein Noviziat im Missionshaus der Pallottiner in Limburg an der Lahn. Ab 1938 war er dort Traktorfahrer und Chauffeur, als solcher während des Krieges auch zwangsverpflichtet für Fahrten der Gestapo und von nationalsozialistischen Parteiführern. Am 24. Juli 1942 wurde er verhaftet und in Frankfurt am Main in Schutzhaft genommen. Dort starb er am 24. August 1942, offiziell durch Selbstmord, nach Zeugenaussagen an den Misshandlungen durch die Gestapo.

## Gedenken
Die deutsche katholische Kirche hat Franz Xaver Maier als Blutzeugen aus der Zeit des Nationalsozialismus in das deutsche Martyrologium des 20. Jahrhunderts aufgenommen. Auf dem Gelände der Pallottiner in Limburg erinnert ein Stolperstein an ihn.